# 彩虹下的幸福
《彩虹下的幸福》（メゾン・ド・ヒミコ，Mezon do Himiko），過去曾譯為《彩虹老人院》，是一部於2005年發行的日本電影，由小田切讓與柴咲幸主演，《Jose與虎魚們》的原班人馬打造。
劇中的劇情大部分發生在專門收容同性戀的老人院之中，描述一個過去因為父親是同性戀而拋棄家庭的女兒在父親晚年時與父親相處的故事。

## 外部連結
- （日語）電影官方網站
- （英文）互联网电影数据库（IMDb）上《彩虹下的幸福》的资料（英文）
- （日語）彩虹下的幸福 （页面存档备份，存于）在日本電影資料庫（日本映画データベース）